# 宮澤賢治 その愛
『宮澤賢治 その愛』（みやざわけんじ そのあい）は、1996年制作の日本映画。
宮澤賢治生誕100年を記念して制作された映画。奥山和由製作、神山征二郎監督、新藤兼人脚本。三上博史が宮澤賢治を演じた。

## キャスト
- 宮澤賢治：三上博史
- 宮澤政次郎：仲代達矢
- 宮澤イチ：八千草薫
- 宮澤トシ：酒井美紀
- 伊藤チエ：中山忍
- 高瀬露：牧瀬里穂
- 宮澤清六：田中実
- 石橋甲助：前田吟
- 石橋トメ：山口美也子
- 石橋キミ子：尾羽智加子
- 関豊太郎：山本圭
- 伊藤七雄：安藤一夫
- 藤原嘉藤治：尾美としのり
- 島地大等：織本順吉
- 高橋ミネ：早勢美里
- 保阪嘉内：小林滋央
- 高知屋智閥：上田耕一
- 質入れの客：有薗芳記
- 娼家の引手婆：中原早苗
- 宮澤シゲ：広瀬珠実
- 鈴木東蔵：並木史朗
- 宮澤商店の番頭：掛田誠
- 花巻仏教会の説教師：久保晶
- 中原果南、浅見小四郎、酒井一圭、辻輝猛、大塚義隆、大滝明利、宇野あゆみ ほか

## スタッフ
- 製作：奥山和由
- 監督：神山征二郎
- 脚本：新藤兼人
- 音楽監督：林哲司
- オーケストラアレンジ：和田薫
- 主題歌：カズン「夢追いかけて」
- 撮影：伊藤嘉宏
- 実景撮影：南文憲
- 美術：横山豊
- 録音：原田真一
- 照明：小林芳雄
- 調音：松本隆司
- 編集：鶴田益一
- 助監督：川原圭敬
- 製作担当：岩田均
- 方言指導：諏訪圭一
- 地質土壌学指導：井上克弘
- 現像：IMAGICA
- ロケ協力：岩手県、遠野市、遠野ふるさと村、上田市、大島町、大井川鐵道、妻沼聖天山、八幡山リゾートスキー場
- 美術協力：宮澤賢治記念館、岩手県立農業博物館、浜野顕微鏡、ガリ版ネットワーク
- プロデューサー：福山正幸、鍋島壽夫
- 企画：中川好久、田沢連二
- 企画協力：宮澤清六、宮沢和樹
- 製作：松竹、三井物産

## 関連作品
- わが心の銀河鉄道 宮沢賢治物語 - 同時期に宮沢賢治生誕100周年を記念して東映が制作した映画。